# مئذنة الشمس التبريزي
مئذنة الشمس التبريزي (بالفارسية: مناره شمس تبریزی) هي مئذنة تاريخية تعود إلى القرن سادس الهجري، وتقع في خوي.